# Geodia nilslindgreni
Espèce
Geodia nilslindgreni est une espèce d'éponges de la famille des Geodiidae.

## Taxonomie
L'espèce est décrite en 1897 par le biologiste suédois Nils Gustaf Lindgren (d) sous le nom  Isops nigra, devenu problématique après son déplacement vers le genre Geodia, car existait déjà une autre espèce du même nom. Celle-ci est renommée en 2020 par les biologistes néerlandais Rob van Soest et australien John Hooper (d) dans une publication coécrite avec P. J. Butler (d) ,.
Synonymes
- Geodia nigra (Lindgren, 1897) [à ne pas confondre avec Geodia nigra Lendenfeld, 1888]
- Isops nigra Lindgren, 1897

### Étymologie
Son épithète nilslindgreni est un hommage au biologiste suédois Nils Gustaf Lindgren (d), auteur du protonyme Isops nigra.

### Publication originale
- (en) Rob van Soest, John Hooper et P. J. Butler, « Every sponge its own name: removing Porifera homonyms », Zootaxa, vol. 1445, no 1,‎ 28 février 2020, p. 1-93 (DOI 10.11646/zootaxa.4745.1.1)

## Répartition
L'espèce Geodia nilslindgreni est présente dans les eaux de la mer de Java.